# 時代 (嵐の曲)
『時代』（ジダイ）は、日本の男性アイドルグループ・嵐の通算6枚目となるシングル。2001年8月1日にポニーキャニオンから発売された。

## 概要
前作から約4か月ぶりのリリースで、PONY CANYONから発売された最後のシングル。
松本潤主演ドラマ『金田一少年の事件簿』第3シリーズ（2001年）の主題歌で、メンバーが主演のドラマ主題歌を嵐が手掛けるのはこれが初めてである。
表題曲のPVは、廃墟となった工場が舞台になっている。
シングルジャケットでは表題曲のルビは”ジダイ”とカタカナになっている。

## 収録曲
1. 時代
作詞・作曲：TSUKASA
編曲：CHOKKAKU
  - 松本潤主演 日本テレビ系土曜ドラマ『金田一少年の事件簿』主題歌
2. 恋はブレッキー
作詞：久世まりあ
作曲：馬飼野康二
編曲：CHOKKAKU
  - TBS系『USO!?ジャパン』テーマソング
3. 時代（オリジナル･カラオケ）
4. 恋はブレッキー（オリジナル･カラオケ）

## 収録アルバム
- 嵐 Single Collection 1999-2001（#11, 12）
- 5×10 All the BEST! 1999-2009（Disc1 #7）
- 5×20 All the BEST!! 1999-2019（Disc1 #7）
- ウラ嵐BEST 1999-2007（#5）

## 映像作品
時代
- ALL or NOTHING
- SUMMER TOUR 2007 FINAL Time -コトバノチカラ-
- ARASHI Anniversary Tour 5×10

恋はブレッキー
- ALL or NOTHING
- How's it going? SUMMER CONCERT 2003
  - 松本、二宮が2人で披露